# Файст, Герта
Герта Файст (нем. Hertha Feist; 18 июня 1896, Берлин — 9 июля 1990, Ганновер) — немецкая танцовщица и хореограф-экспрессионист. Она основала свою собственную школу в Берлине, где сочетала гимнастику с нудизмом и танцами. В 1930-е годы нацисты нанесли серьёзный удар по её амбициям.

## Биография
Герта Файст родилась в Берлине и первоначально обучалась у Эмиля Жак-Далькроза в Хеллерау, в Дрездене (с 1914 года), а затем вернулась в Берлин в 1917 году, где её преподавательницей стала Ольга Десмонд . После чего она присоединилась к группе учеников Рудольфа фон Лабана, путешествуя с ним по северной Германии и участвуя в его величественных постановках «Танцевальная сцена» (нем. Tanzbühne).
В 1923 году Файст основала собственную школу в Берлине, а также преподавала в спортивной академии Карла Дима, успешно сочетая гимнастику с нудизмом и танцами. Она продолжала танцевать в постановках Лавана, в том числе исполнив роль донны Эльвиры в его «Дон Жуане» (1926). Исполнение вольных движений её школы были запечатлены на Берлинском стадионе. В 1927 году она снялась в единственном фильме американки Стеллы Саймон. Авангардный фильм под названием «Руки: жизнь и любовь нежного пола» содержит оригинальную музыку Марка Блицштейна и рассказывает историю вечного треугольника, в которой задействованы только руки и предплечья танцоров.
В 1928 году Файст гастролировала с Ноябрьской группой, представляя своё «Призвание» (нем. Der Berufung) в Германии, Польше, Швейцарии и Англии. Последней её крупной постановкой была «Ифигения в Авлиде» Глюка, исполненная на ступенях Пергамского музея в мае 1933 года. Затем по её амбициям был нанесён серьёзный удар со стороны нацистов, которые закрыли её школу и вынудили её переехать в меньшие помещения, хотя ей ещё удавалось привлекать к себе множество учеников.
После войны Файст преподавала в Высшей школе Ганновера (нем. Volkshochschule Hannover) с 1952 по 1965 год. Её последний танец был исполнен на торжественном открытии Золотого розенкрейцерского храма в Бад-Мюндере в 1965 году, где она жила в то время. С 1983 года Файст вернулась в Ганновер, где и проживала до своей смерти 9 июля 1990 года.